# Lahti
Lahti (švédsky Lahtis) je město v jižním Finsku. Leží na jižním okraji jezera Vesijärvi. Nachází se na 61° severní šířky asi 100 km od Helsinek. Se svými zhruba 100 000 obyvateli se mezi finskými městy řadí na osmé místo mezi Jyväskylä a Kuopio. Město se rozkládá na 154,60 km², z čehož 19,56 km² je vodní plochy.
Samostatným městem se stalo v roce 1905. Původně bylo součástí sousedícího města Hollola, ale dnes je již mnohem větší než jeho soused. Se současným počtem obyvatel se řadí po Tampere a Jyväskylä na třetí místo mezi finskými vnitrozemskými městy.
Město má železniční spojení s ostatním většími finskými městy. Do Helsinek vede i dálnice.
Lahti společně s Kuopiem je hlavním zimním a horským centrem. V obou městech se také koná mistrovství světa ve skocích na lyžích. Lahti se navíc může pyšnit nejstarším skokanským můstkem ve Finsku, který pochází z roku 1880.
Co se týče běžeckého lyžování, konalo se zde již šestkrát mistrovství světa (poprvé v roce 1926 a naposledy v roce 2017).

## Zajímavosti
Slovo Lahti ve finštině znamená Záliv.
V Lahti se každoročně koná hudební festival Sibelius-festivaali, je to festival přirovnatelný např. k Dvořákově Praze. Z Lahti pochází finská metalová skupina Korpiklaani.

## Partnerská města
- Akureyri, Island
- Ålesund, Norsko
- Te-jang, Čína
- Garmisch-Partenkirchen, Německo
- Kaluga, Rusko
- Narva, Estonsko
- Pécs, Maďarsko
- Randers, Dánsko
- Suhl, Německo
- Västeras, Švédsko
- Worcestershire, Spojené království
- Záporoží, Ukrajina